# Christmas Time with The Harlem Children's Chorus
Christmas Time with The Harlem Children's Chorus é o segundo álbum da cantora estadunidense Irene Cara à frente do grupo musical Harlem Children's Chorus, com produção de Richard Wolfe. Foi lançado pela Commonwealth United Records no dia 12 de dezembro de 1970.
O coral reunia crianças negras de Harlem numa escola profissional fundada em 1968, que possuía um currículo acadêmico regular e era subsidiada pela Igreja Adventista do 7º Dia de Éfeso: a Choir Academy of Harlem que, em seu auge, alcançou uma marca de 500 crianças em seu corpo discente, sob a supervisão do Departamento de Educação da cidade de Nova York.
O primeiro single Black Christmas foi concebido por Richard Wolfe sob a supervisão de Cissy Houston, responsável pela seleção de artistas que participaram da gravação do album nos estúdios da Commonwealth United Records.

## Músicas
| N.º            | Título                                                      | Compositor(es)                        | Duração |  |
| 1.             | "Black Christmas"                                           | Richard Wolfe                         | 2:29    |  |
| 2.             | "Donde Esta Santa Claus"                                    | Al Greiner, George Scheck, Rod Parker | 1:53    |  |
| 3.             | "Rudolph The Red Nosed Reindeer"                            | Johnny Marks                          | 2:05    |  |
| 4.             | "Jingle Bells / Deck The Halls (Medley)"                    | James Lord Pierpont, Thomas Oliphant  | 2:32    |  |
| 5.             | "Do You Hear What I Hear"                                   | Gloria Shayne, Noel Regney            | 2:39    |  |
| 6.             | "Hark The Herald Angels Sing / The First Noel (Medley)"     | Charles Wesley                        | 2:55    |  |
| 7.             | "Go Tell It On The Mountain"                                | John Work                             | 2:15    |  |
| 8.             | "Silent Night / O Come All Ye Faithful (Medley)"            | Franz Xaver Gruber, Joseph Mohr       | 4:09    |  |
| 9.             | "Christmas Is For Children"                                 | Richard Wolfe                         | 1:48    |  |
| 10.            | "Santa Claus Is Coming To Town"                             | Haven Gillespie, John Frederick Coots | 1:50    |  |
| 11.            | "Joy To The World / We Wish You A Merry Christmas (Medley)" | Isaac Watts, Arthur Warrell           | 2:05    |  |
| Duração total: | Duração total:                                              | Duração total:                        | 26:40   |  |

## Créditos
Equipe
- Harlem Children's Chorus - vocais principais
- Irene Cara - vocais principais, vocais de apoio
- Richard Wolfe - produtor, compositor, engenheiro de som
- Cissy Drinkard Houston - produção, supervisão, preparação vocal
- Len Sachs - produção executiva
- John Work - arranjo, orquestra

Registro
- CU-6003/CUS-6003